# Hypogastrura gennargentui
Hypogastrura gennargentui är en urinsektsart som beskrevs av Romano Dallai 1971. Hypogastrura gennargentui ingår i släktet Hypogastrura och familjen Hypogastruridae. Inga underarter finns listade i Catalogue of Life.